# Podnoszenie ciężarów na Letnich Igrzyskach Olimpijskich 1904 – oburącz mężczyzn
Dwubój mężczyzn był jedną z konkurencji olimpijskich w podnoszeniu ciężarów na Letnich Igrzyskach Olimpijskich 1904. Zawody odbyły się 3 września 1904 r. W zawodach uczestniczyło czterech zawodników z trzech państw. Frank Kugler podczas igrzysk reprezentował Cesarstwo Niemieckie, a w roku 1913 otrzymał obywatelstwo amerykańskie.

## Wyniki

### Finał
| Miejsce | Zawodnik         | Wynik kg |
|         | Periklis Kakusis | 111,70   |
|         | Oscar Osthoff    | 84,37    |
|         | Frank Kugler     | 79,61    |
| 4       | Oscar Olson      | 67,81    |